# Diocèse de San Miniato
Le diocèse de San Miniato (en latin : Diœcesis Sancti Miniati ; en italien : Diocesi di San Miniato) est un diocèse de l'Église catholique en Italie, suffragant de l'archidiocèse de Florence et appartenant à la région ecclésiastique de Toscane.

## Territoire
Il s'étale sur trois provinces de Toscane : la plus grande partie est sur la province de Pise, les autres fractions de la province étant dans l'archidiocèse de Pise et le diocèse de Volterra. Il possède les communes de Cerreto Guidi, Fucecchio ainsi qu'une partie des communes d'Empoli et de Vinci qui sont dans la ville métropolitaine de Florence. La seule commune extérieure est celle de Larciano en province de Pistoia. Le reste de cette province est géré par l'archidiocèse de Lucques et les diocèses de Pescia et Pistoia. Son territoire a une superficie de 691 km2 divisé en 91 paroisses regroupées en 4 archidiaconés. Le siège de l'évêché est situé à San Miniato avec la cathédrale de l'Assomption et de saint Genès d'Arles.

## Histoire
San Miniato est mentionné pour la première fois au VIIIe siècle dans un parchemin daté de 788, concernant un oratoire dédié à saint Miniatus dépendant de la piève de San Genesio. En 1248, cette piève est transférée avec son chapitre à San Miniato dans l'église de Santa Maria. Par la suite, la piève est élevée au rang de collégiale puis en 1526, son prévôt obtient l'utilisation d'insignes pontificaux grâce à la bulle Romanus Pontifex du pape Clément VII.
En 1408, la république de Florence a déjà l'intention de fonder un diocèse à San Miniato afin de le soustraire à la juridiction de l'archidiocèse de Lucques mais le projet ne se concrétise que deux siècles plus tard, grâce à Marie Madeleine d’Autriche, veuve de Cosme II de Médicis. Le diocèse est érigé le 5 décembre 1622 par la bulle Pro excellenti du pape Grégoire XV, en prenant sur le territoire de l'archidiocèse de Lucques. L'ancienne collégiale est élevée au rang de cathédrale sous le titre l'Assomption et de saint Gènes.
Les paroisses soustraites du siège de Lucques correspondent à celles du territoire du grand-duché de Toscane ; de cette manière, les frontières ecclésiastiques se rapprochent des frontières civiles entre la république de Lucques et le Grand-Duché. Le nouveau diocèse est soumis à la province ecclésiastique de l'archidiocèse de Florence. L'abbaye de San Salvatore (it) est annexée au territoire du nouveau diocèse, avec ses dépendances, exempte de la juridiction des archevêques de Lucques et soumise directement à l'abbesse du couvent des clarisses de Santa Maria di Gattaiola qui exerce une juridiction presque épiscopale, au point qu’on l’appelait l'episcopessa di Fucecchio.
Le premier évêque est le chanoine florentin Francesco Nori, élu seulement en mars 1624 et qui prend possession du nouveau diocèse le 13 août de la même année. En 1650, l'évêque Angelo Pichi fonde le séminaire qui est agrandi au siècle suivant. Les premiers prélats de San Miniato ont un grand soin pastoral, par le biais de synodes et de visites pastorales fréquentes, sur un territoire qui, depuis des siècles, recevait rarement la visite de Lucques. En 1727, le diocèse cède le territoire d'Altopascio au nouveau diocèse de Pescia.
À la fin du XVIIIe siècle, l'évêque Francesco Brunone Fazzi appuie les réformes introduites par le grand-duc Léopold II de Habsbourg-Lorraine mais s'oppose fermement au projet d'établir une église nationale toscane de style janséniste. Parmi les évêques suivants, on peut citer Torello Romolo Pierazzi, qui crée la bibliothèque du séminaire et la caisse d'épargne et l'évêque Pio Alberto del Corona, reconnu bienheureux par le pape François en 2014.
L'évêque Carlo Falcini commence la publication du bulletin diocésain (en 1911) tandis que son successeur Ugo Giubbi organise l'Action catholique et l'hebdomadaire diocésain. La célébration du premier congrès eucharistique diocésain est due au même évêque.

## Sources
- http://www.catholic-hierarchy.org